# Scorzonera hispanica
A Scorzonera hispanica L., conhecida pelo nome comum de escorcioneira, é uma planta perene do género Scorzonera na família do girassol (Asteraceae), indígena do sul e centro da Europa e é cultivada como uma raiz comestível.

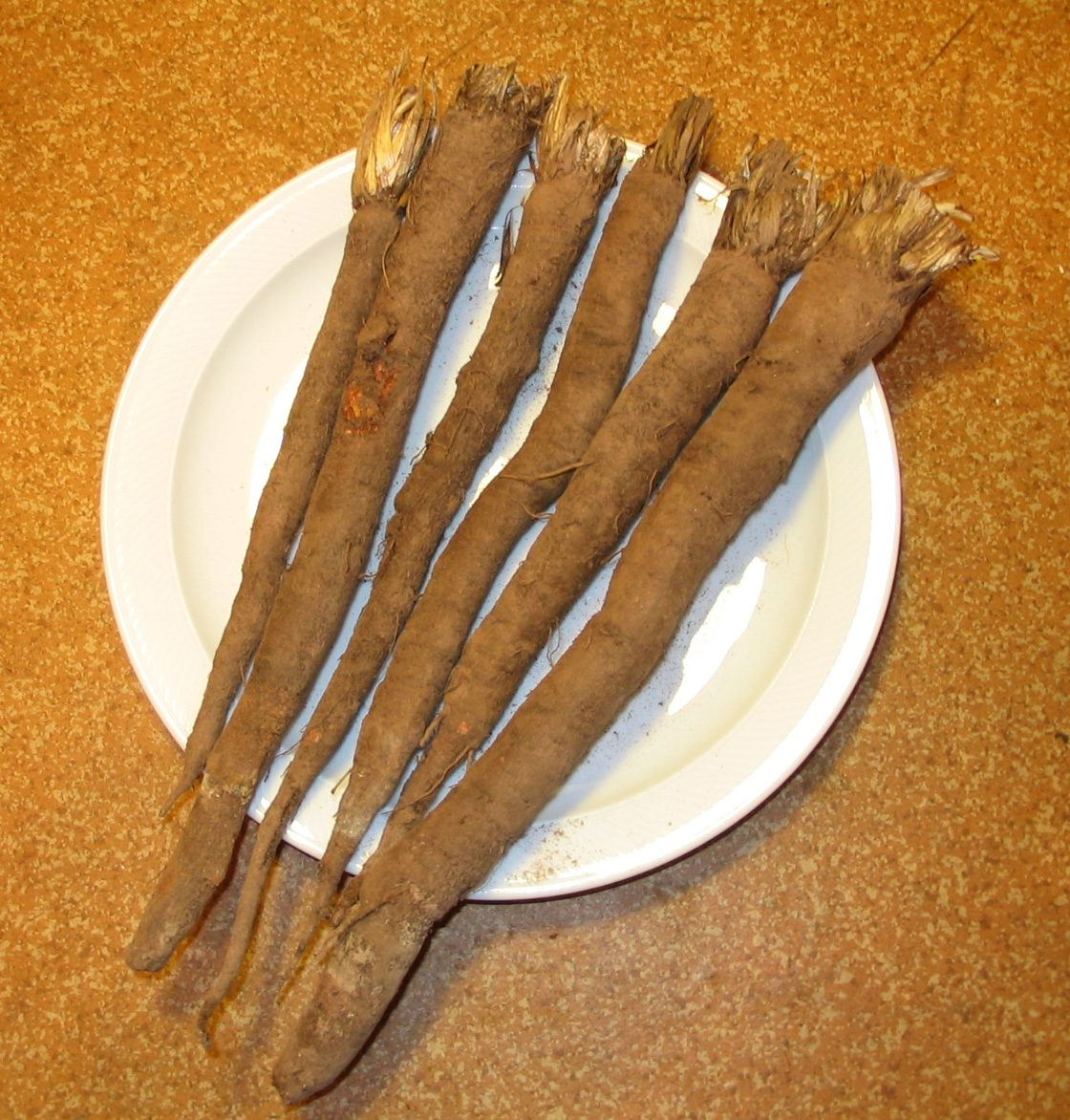
Raízes de escorcioneira

## Descrição
A escorcioneira é uma herbácea perene, de 60 a 70 cm de altura, bem ramificada: folhas lanceoladas, em algumas formas lineares, onduladas, glabras; flores terminais nos diversos ramos das inflorescências.

## Uso Alimentar
As raízes brancas e carnosas( bem como as folhas) são utilizadas em saladas. É também uma excelente forragem animal

## Propriedades Medicinais
A escorcioneira é diurética, depurativa e laxante.